# بطولة العالم لكرة اليد للرجال 1967
بطولة العالم لكرة اليد للرجال 1967 (بالسويدية: Världsmästerskapet i handboll för herrar 1967)‏ هو موسم من بطولة العالم لكرة اليد للرجال. أقيم خلال الفترة 12 يناير 1964 وحتى 21 يناير 1964، وفاز فيه منتخب تشيكوسلوفاكيا لكرة اليد.